# Hohe Angelusspitze
Hohe Angelusspitze (německy Hohe Angelusspitze; italsky L'Angelo Grande) je hora nacházející se v pohoří Ortles, v provincii Jižní Tyroly (Südtirol / Alto Adige), v Itálii.

Její vrchol leží ve výšce 3521 m n. m.
Hohe Angelusspitze se nachází na východní straně Valle di Zai, severně od Vertainspitze, od níž ji dělí sedlo Angelusscharte (3337 m).

## Výstup
Výchozím bodem při výstupu na vrchol je středisko Solda (1861 m), ležící jihozápadně od Vertainspitze. Cesta vede přes Düsseldorfskou chatu (Düsseldorfer Hütte), odkud vede severovýchodním směrem "Reinstadlerská cesta" (Reinstadlerroute) jištěná místy lany. Cesta vzhůru je kamenitá, ve vyšších polohách převažuje kombinace led/sníh a sráz je příkrý až 40 °. obtížnost I-II. UIAA.